# Hast du Nerven?
Hast du Nerven? ist eine von Gebhardt Productions im Auftrag des Österreichischen Rundfunk produzierte Unterhaltungsshow, die auf dem Prinzip der versteckten Kamera beruht.
Aufgrund schlechter Einschaltquoten wurde die Sendung nach der ersten Staffel eingestellt.

## Sendungsprinzip
Das Prinzip der Fernsehsendung Hast du Nerven? besteht darin, dem Publikum drei Kurzfilme mit Prominenten, die als Lockvögel dienen, und einem ihrer Fans zu präsentieren, in welchen der Fan unfreiwillig – nach dem Prinzip der versteckten Kamera – zum Protagonisten gemacht wurde. Dieser wird im Vorfeld in den Glauben versetzt, er habe ein Meet and Greet mit dem Prominenten gewonnen, wodurch er den oft seltsamen Aufforderungen der Prominenten meist gerne Folge leistet. Der Prominente hingegen ist zwar eingeweiht, kennt jedoch den Werdegang der Situation nicht genau. Um die Szene von hinter der Kulisse steuern zu können, trägt der Prominente einen nicht sichtbaren Funkempfänger im Ohr, über diesen er Anweisungen von Werner Sobotka bekommt. Durch die Beeinflussung der Szene durch diesen „Mann im Ohr“ wird neben dem ahnungslosen Fan auch der Prominente überrascht und soll, durch die meist skurrilen Aufforderungen, zeigen, wie weit er gehen möchte – wie viel Nerven er hat.

## Sendungsaufbau
Zu Beginn der Sendung werden von der Moderatorin Mirjam Weichselbraun drei Prominente mit jeweils einem Fan begrüßt, wobei der Fan zuvor in einem Videoclip vorgestellt wird. Anschließend werden der Reihe nach alle drei Kurzfilme gezeigt, und jeweils die Protagonisten zu ihren Erfahrungen befragt. Abschließend beurteilt das Studiopublikum per Saalvoting alle drei Filme. Der Fan, dessen Kurzfilm gewonnen hat, bekommt zum Ende der Sendung einen Preis.